# トラセミド
トラセミド はスルフォニル尿素-ピリジン系のループ利尿薬のひとつ。心不全、腎不全に伴う浮腫に対して適応を持つ。 
日本では高血圧には適応はない。日本での商品名は ルプラック(田辺三菱製薬製造販売、従来大正富山医薬品発売から2020年現在は富士フイルム富山化学株式会社発売)。
他のループ利尿薬と比べ、長時間作用を示す。抗アルドステロン作用を併せ持つためカリウム保持性があり、フロセミドと比べて低カリウム血症を起こしにくいとされている。トラセミドは、その抗アルドステロン作用のため、頻度不明で女性化乳房の副作用が添付文書に記載されている。
心不全に対して、フロセミドに比べて良い結果が報告されている。
心不全で入院した患者の死亡率において、フロセミドとの差がないとの報告もある。

## 適応
- 心性浮腫
- 腎性浮腫
- 肝性浮腫

## 種類
- 錠剤4mg, 8mg